# Dumai
Dumai este un oraș din Indonezia.